# Campionatele europene de gimnastică feminină din 2000
Campionatele europene de gimnastică feminină din 2000, care au reprezentat a douăzecișitreia ediție a competiției gimnasticii artistice feminine a "bătrânului continent", au avut loc în orașul Paris, capitala Franței.
Datorită valorii mondiale a gimnasticii europene, campionatele europene de gimnastică feminină au coincis, pentru foarte mulți ani, cu replica sa mondială.